# Nizva
Nizva (arabsko نِزْوَى, latinizirano: Nizvā) je največje mesto v governoratu Dahilija v Omanu in je bila glavno mesto Omana. Nizva je približno 140 km od Maskata. Prebivalstvo je ocenjeno na okoli 72.000 ljudi, vključno z dvema območjema Burkat Al Moz in Al-Džabel Al-Ahdar.
Nizva je eno najstarejših mest v Omanu in je bila nekoč središče trgovine, vere, izobraževanja in umetnosti. Njena Džama (velika mošeja) je bila prej središče islamskega učenja. Nizva je pridobila svoj pomen, ker je bila pomembno stičišče ob vznožju zahodnega gorovja Hadžar. Postavljena sredi zelenega rastišča datljevih palm (Phoenix dactylifera), je strateško locirana na križišču poti, ki povezujejo notranjost z Maskatom in spodnjim delom governorata Dofarja, kar služi kot povezava za velik del države. Danes je Nizva raznoliko in uspešno mesto s številnimi kmetijskimi, zgodovinskimi in rekreacijskimi vidiki. Je središče gojenja datljev in tržnica tega območja.

## Etimologija
Zgodovinarji se ne morejo strinjati glede izvora imena mesta. Nekateri menijo, da je ime izpeljano iz arabskega glagola (arabsko انزوا), ki pomeni biti sam. Drugi pravijo, da je mesto dobilo ime po starem vodnem izviru.

## Zgodovina
Nizva je bila glavno mesto Omana v 6. in 7. stoletju našega štetja. Zaradi svoje globoke povezanosti s koreninami islama ima Nizva številne znane mošeje, kot je Sultana Kabusa Džama (petkova mošeja), mošeja So'al, zgrajena v 2. stoletju hidžre (9. stoletje našega štetja), mošeja Aš-Šavatina v Ukr in mošejo Aš-Šardža. Obstajajo tudi mošeja Al-Ain, mošeja Aš-Šeik in mošeja Šuraidž v Tanufu, zgrajena leta 377 po hidžri (okoli 1000 n. št.).
Ročno napisano pismo Mohameda iz leta 630 je pozvalo domačine gorskega mesta Nizva, naj se spreobrnejo. Domačini so nato poslali povratno delegacijo v Medino in sprejeli islam. Mohamed je poslal učitelja, da je nove muslimane v Nizvi poučeval o osnovah vere.
Ibn Batuta ga je obiskal in ga opisal kot »mesto ob vznožju gore, obdano s sadovnjaki in potoki ter z lepimi bazarji in čudovito čistimi mošejami.«
V zgodnjih 1950-ih so veliki okrogli stolp starodavne trdnjave, zgrajene v središču mesta, bombardirale in raketirale britanske kraljeve zračne sile, ki so bile vpoklicane v pomoč takrat vladajočemu sultanu Saidu bin Taimourju pri zatiranju upora voditeljev notranjega Imamata Omana. Konflikt je bil posledica boja za delnice na novo odkritega naftnega bogastva Omana.
Nizva je od leta 1970 pod vladavino sultana Kabusa postala modernejše mesto. Izboljšave vključujejo povezave z Maskatom prek dvopasovne ceste, kar je povečalo turizem. Komunikacije so bile izboljšane tako, da vključujejo širokopasovni dostop, mesto pa je dom precejšnje bolnišnice. Je tudi središče izobraževanja, vključno s Tehnično fakulteto, Visoko šolo za uporabne znanosti, Univerzo Nizva in akademijo za usposabljanje kraljeve omanske policije. Zdaj je veliko hotelov in na tem območju se spodbuja turizem.

## Geografija
Gore obdajajo Nizvo z vseh strani in v bližini je nekaj izjemnih gorskih pokrajin. Ima sušno podnebje po Köppnovi klasifikaciji podnebja. Pozimi od novembra do marca je podnebje prijetno z januarskimi temperaturami do 12 C. Poleti je podnebje vroče in suho s temperaturami, ki v juliju dosežejo 45 C.

## Znamenitosti
Glavne turistične znamenitosti v mestu so trdnjava Nizva, tradicionalni suk in afladž Daris. V 1990-ih so Džamo, trdnjavo in tržnico, ki stojijo druga poleg druge v središču, obnovili z uporabo istih tradicionalnih materialov. Leta 1993 je Nizva prejela nagrado Organizacije arabskih mest.

### Trdnjava Nizva
Trdnjavo Nizva je leta 1668 zgradil imam sultan Bin Saif Al Ja'rubi. Je najbolj obiskan narodni spomenik Omana. Trdnjava je bila upravni sedež oblasti za predsedujoče imame in valis v času miru in spopadov. Glavni del trdnjave so gradili približno 12 let, zgrajen pa je bil nad podzemnim tokom. Trdnjava spominja na pomen mesta v burnih obdobjih dolge zgodovine Omana. Bilo je mogočno oporišče proti roparskim silam, ki so si želele bogatega naravnega bogastva Nizve in njene strateške lokacije na križišču vitalnih poti.

### Suk v Nizvi
Mesto, znano po rokodelskih in kmetijskih izdelkih, ima obsežno tržnico z vrsto izdelkov. Je med najpomembnejšimi v državi poleg Mutraha. Tržnica je polna prodajalcev, ki prodajajo vse od mesa, rib, sadja in zelenjave do začimb, datljev, zlata in srebrnine. Nizva je znana po svojem srebrnem nakitu, ki velja za najboljšega v državi. Njegovi ljudje so mojstri izdelave handžarja (ukrivljenega bodala), prepoznavni po svojem značilnem slogu in vzorcih. Izdelujejo tudi bakreno posodo, lončke za kavo, meče, usnjeno galanterijo in lončenino.

### Afladž Daris
Afladž Daris (območje svetovne dediščine Afladž - namakalni sistem Omana) je največji afladž v Omanu in vzdržuje življenje Nizve. Okoliški pokrajini zagotavlja prepotrebno vodo za nasade. Al Ghantuk in Dhoot sta še dva pomembna afladža v Nizvi. Kmetovanje je razširjeno in ogromni mestni nasadi palm se raztezajo osem kilometrov vzdolž dveh vadijev (Kalbouh in Al Abiad). V praksi sta tudi predelava rdečega sladkorja in strojenje kož.

## Gospodarstvo
Zgodovinsko gledano je bila Nizva znana po izdelavi preprog iz slame. Od leta 1920 je bilo mesto opisano kot »cvetoča« kovinskopredelovalna industrija.
V Nizvi je: 
- neprofitna  Univerza ustanovljena leta 2002 je edina te vrste v Omanu,
- Univerza za tehnologijo in uporabne vede
- Indijska šola Nizva, srednja šola za mednarodne študente z indijsko večino[4]
- Pakistan School Nizwa, soizobraževalna pakistanska šola, ustanovljena leta 1994 pod pokroviteljstvom veleposlaništva Pakistana